# Medal Wojskowy (Wielka Brytania)
Medal Wojskowy (ang. Military Medal, skr. M.M. lub MM) – wojskowe odznaczenie brytyjskie ustanowione przez Jerzego V, nadawane żołnierzom i podoficerom od 25 marca 1916 (wstecznie od 1914) do 1993 za odwagę na polu bitwy. Odznaczeni nim byli uprawnieni do posługiwania się literami MM za nazwiskiem.
Od 1993 nie nadawany; żołnierze i podoficerowie mogą odtąd być nagradzani Krzyżem Wojskowym.

## Insygnia
Okrągły srebrny medal o średnicy 36 mm. Awers przedstawia profil aktualnie panującego monarchy. Na rewersie znajduje się inskrypcja FOR BRAVERY IN THE FIELD („ZA ODWAGĘ NA POLU WALKI”) otoczona wieńcem laurowym, zwieńczonym królewskim monogramem i imperialną koroną.
Wstążka szeroka na 1,25 cala jest ciemnoniebieska z pięcioma równymi paskami o szerokości 0,125 cala każdy w kolorach: białym, czerwonym, białym, czerwonym i białym.

## Odznaczeni
Odznaczonych Medalem Wojskowym było około 135 tysięcy osób (wraz z nadaniami wielokrotnymi).
63 nadania Medalu Wojskowego otrzymali Polacy podczas II wojny światowej.